# Hits (revista)
Hits es una revista de publicación comercial sobre la industria musical estadounidense. Fundada por Lenny Beer y Dennis Lavinthal, que anteriormente había trabajado en promoción independiente, se lanzó como revista impresa en agosto de 1986. Para 1997, se había convertido en la publicación de mayor éxito en el mundo de la música.
Una versión en línea de la revista, Hits Daily Double, se estrenó en mayo de 2000. Tanto en línea como fuera de línea, el contenido de la revista incluye ventas semanales patentadas y datos de reproducción al aire, una sección sobre artistas emergentes ("Vibe-Raters"), entrevistas con líderes de la industria musical, una caricatura semanal, música y noticias de la industria musical, y gráficos proporcionados por Shazam, Vevo y Mediabase. La columna "Rumor Mill", descrita como «noticias e insinuaciones de la industria de la música», ha sido muy leída dentro del negocio de la música desde el lanzamiento de la revista.